# Laurenz Rex
Laurenz Rex (* 15. prosince 1999) je belgický profesionální silniční cyklista jezdící za UCI WorldTeam Intermarché–Wanty.

## Hlavní výsledky
2017
8. místo E3 Harelbeke Junioren
2018
10. místo GP Georges Lassaut
2019
International Beloften Weekend
4. místo celkově
vítěz 2. etapy
6. místo Brusel–Opwijk
2020
vítěz GP Jules van Hevel
2021
8. místo Druivenkoers Overijse
2022
10. místo Brussels Cycling Classic
2023
vítěz Dorpenomloop Rucphen
9. místo Paříž–Roubaix
Giro d'Italia
 cena bojovnosti po 11. etapě

### Výsledky na Grand Tours
| Grand Tour      | 2023 | 2024 |
| --------------- | ---- | ---- |
| Giro d'Italia   | 88   | —    |
| Tour de France  | —    | 118  |
| Vuelta a España | —    |      |

| —   | Nezúčastnil se |
| DNF | Nedokončil     |